# Sächsische Landesbibliothek – Staats- und Universitätsbibliothek Dresden
Die Sächsische Landesbibliothek – Staats- und Universitätsbibliothek Dresden (SLUB) in Dresden entstand 1996 aus dem Zusammenschluss der Bibliothek der Technischen Universität und der Sächsischen Landesbibliothek (SLB). Hervorgegangen aus der (kur-)fürstlichen Büchersammlung aus dem 16. Jahrhundert ist sie eine der ältesten Bibliotheken Deutschlands und als Landesbibliothek seit 1788 öffentlich zugänglich. Die scheinbar redundante Bezeichnung der Bibliothek soll darauf hinweisen, dass die Landesbibliothek sowohl die Staatsbibliothek des Freistaates Sachsen als auch Universitätsbibliothek der TU Dresden ist (§ 1 Abs. 2 SächsLBG).
Die SLUB bezog 2002 einen großen Neubau vom Architekturbüro O&O Baukunst am Zelleschen Weg, in dem die Bestände zusammengeführt wurden. Mit einem Bestand von über 17 Millionen Medien gehört sie zu den vier größten Bibliotheken in Deutschland und besitzt als Einrichtung der Landesbibliografie das Pflichtexemplarrecht für in Sachsen publizierte Literatur.
Die SLUB verzeichnete 2025 etwa 1,4 Millionen Bibliotheksbesuche.

## Geschichte

### Geschichte der Landesbibliothek

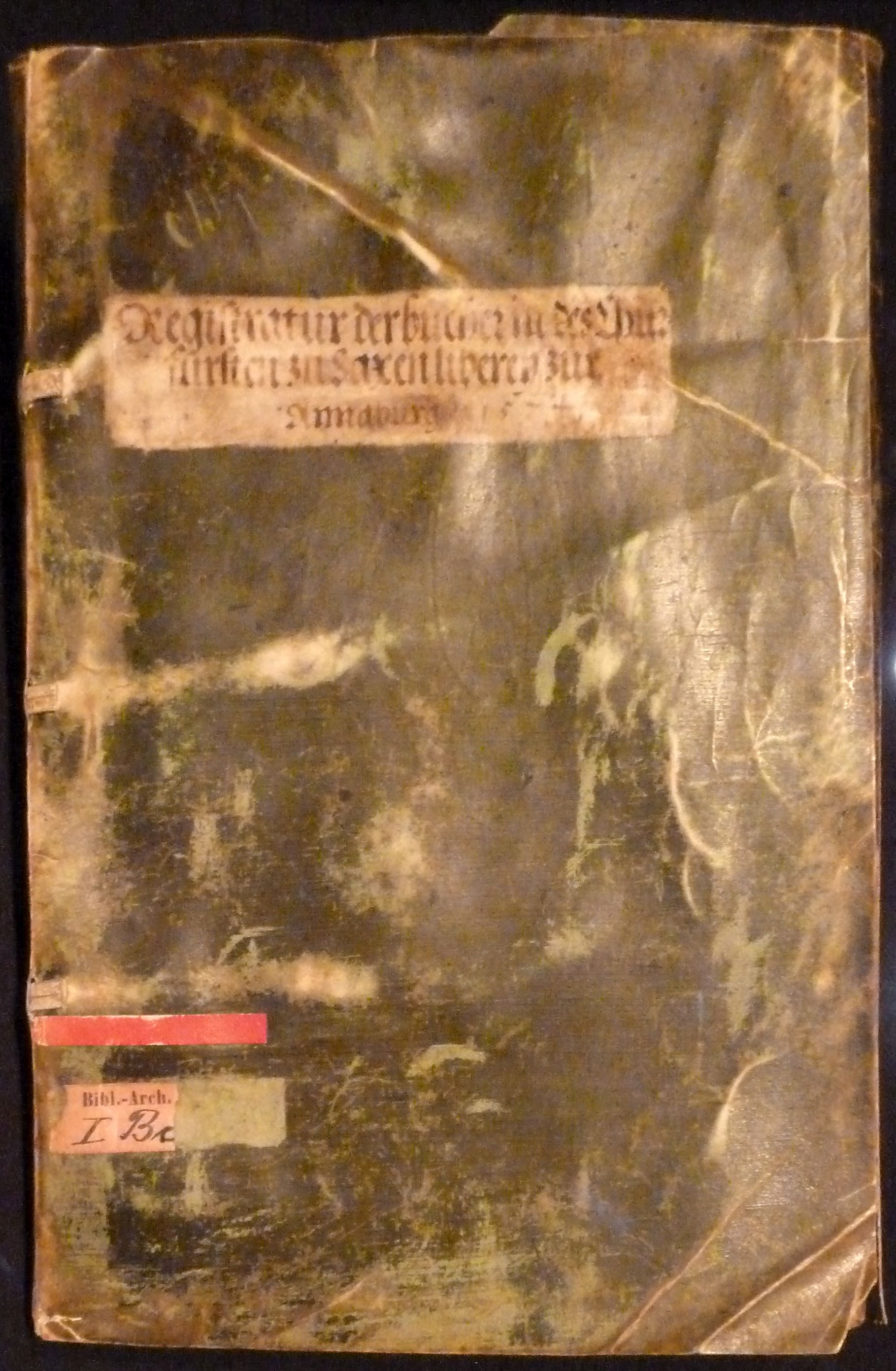
Buchkatalog aus Annaburg (1574)

Die Sächsische Landesbibliothek wurde 1556 von Kurfürst August I. gegründet und ist damit eine der ältesten Bibliotheken in Deutschland. Als alte Hofbibliothek begründet sich ihr Wert als Sammlung der Buchkunst und ihr Gehalt an Informationen für die sächsische Landesgeschichte. Die ursprünglich im Dresdner Residenzschloss untergebrachte Buchsammlung wurde bereits 1574 von Dresden nach Schloss Annaburg verlagert. Im Zuge der Verlagerung legte man einen ersten Fachkatalog an. Der Katalog umfasste 2.736 Texte in 1.674 Bänden.

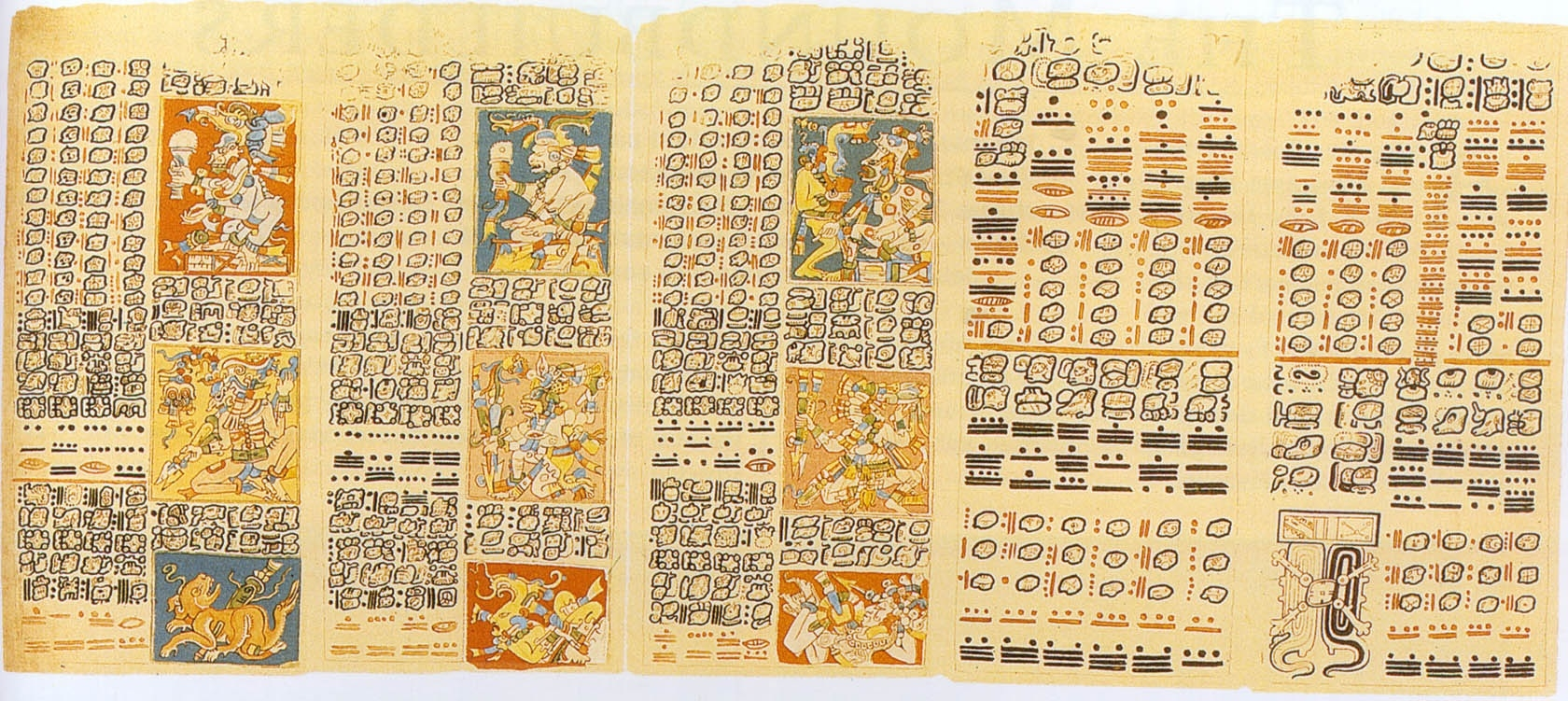
Detail des Codex Dresdensis, der sich seit 1739 im Besitz der Bibliothek befindet und 1853 als Maya-Handschrift identifiziert werden konnte

Kurfürst Christian I. ließ die Bibliothek nach seinem Amtsantritt 1586 wieder in das Dresdner Residenzschloss zurückführen. 1589 wurde der Bestand um die 3.312 Werke umfassende Sammlung der Thüringer Grafen von Werthern erweitert. Die Bibliotheksverwaltung oblag im 17. Jahrhundert den Oberhofpredigern am sächsischen Hof, darunter u. a. Polykarp Leyser der Ältere (Leitung 1593–1610), Paul Jenisch (Leitung 1610–1612), Matthias Hoë von Hoënegg (Leitung 1613–1645), Jacob Weller (Leitung 1645–1664) und Martin Geier (Leitung 1664–1680). Ab 1640 übernahmen Dichter und Poeten die Betreuung der Bibliothek, darunter u. a. Christian Brehme und der Barocklyriker David Schirmer. Die Sammlung umfasste Ende des 17. Jahrhunderts weniger als 7.000 Bände.
Ab 1680 wechselte die Bibliotheksleitung von geistlichen in weltliche Hände, von nun an übernahmen verschiedene Personen, welche der Elite des Adels am sächsischen Hof angehörten, die Leitung der Bibliothek. In dieser Funktion wirkten u. a. Friedrich I. Vitzthum von Eckstädt (Leitung 1714–1726) und Heinrich Friedrich von Friesen (1727–1733). 1738 übernahm der Premierminister Heinrich von Brühl selbst die Führung der Bibliothek (Leitung bis 1763).
Der Bestand der Bibliothek wuchs im 18. Jahrhundert stetig an. 1718 wuchs der Bestand um knapp 1.000 Bücher aus dem Nachlass von Herzog Moritz Wilhelm von Sachsen-Zeitz, darunter einen achteckigen Koran von 1184 und ein Exemplar der 1462 von Peter Schöffer gedruckten Mainzer Bibel. Aus dem Nachlass von Johann von Besser gelangten 1727 etwa 18.000 Bände in den Besitz der Bibliothek.
Bis 1728 war die Bibliothek im Dresdner Residenzschloss untergebracht und wurde dann in den Zwinger verlegt. Damit war die Buchsammlung erstmals auch baulich repräsentativ untergebracht.
1739 gelangte die Bibliothek in den Besitz des Codex Dresdensis, der im 19. Jahrhundert als Handschrift der Maya identifiziert werden konnte. Der Codex Dresdensis gehört heute zu den wertvollsten Exemplaren der Bibliothek, weltweit existieren aufgrund der von Bischof Diego de Landa angeordneten Zerstörung von Maya-Handschriften derzeit nur noch drei weitere Maya-Codices.

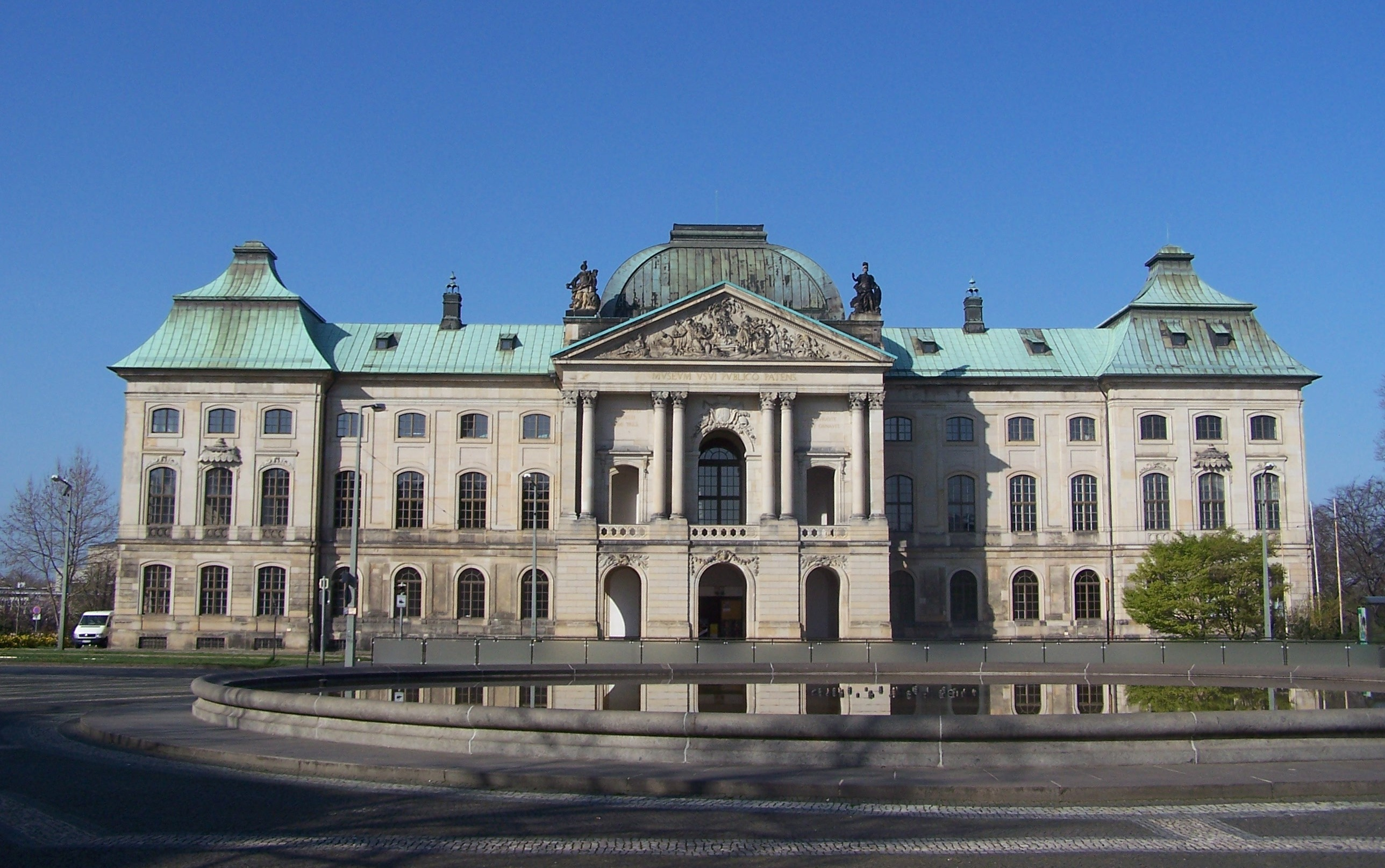
Das Japanische Palais beherbergte die Landesbibliothek 159 Jahre

Lesesaal im Japanischen Palais

Nach dem Zukauf weiterer Sammlungen – unter anderem der Bibliothek des Grafen von Brühl und der des Grafen von Bünau, die Johann Joachim Winckelmann als Bibliothekar auf Schloss Nöthnitz betreute – reichten die Platzkapazitäten des Pavillons im Zwinger nicht mehr aus. Die Bibliothek wurde daher 1786 in das Japanische Palais in der Neustadt verlegt, wo sie bis 1945 verblieb.
1788 wird die Bibliothek dort unter dem Namen Bibliotheca Electoralis Publica der Öffentlichkeit zugänglich. Damit erfolgte die öffentliche Präsentation der kurfürstlichen Büchersammlung etwa 50 Jahre später als die der Schatzkammer im Grünen Gewölbe. Mit der Gründung des Königreichs Sachsen erfolgte 1806 die Benennung in Königliche Öffentliche Bibliothek. Ab 1825 stand sie unter der Leitung von Friedrich Adolf Ebert. Ende des 19. Jahrhunderts wurde die Bibliothek um kartografische und musikalische Sammlungen erweitert.
Durch die Einrichtung des Freistaates Sachsen erhielt die Bibliothek 1918 erstmals den Namen Sächsische Landesbibliothek, den sie so durchgängig bis in die Gegenwart trägt. 1935 wurde das Buchmuseum eröffnet, nachdem der Standort im Japanischen Palais noch einmal modernisiert wurde.
1945 wurde die Bibliothek bei den Luftangriffen auf Dresden getroffen und zerstört. Auch infolge von Kriegsbeute der Sowjetunion halbierte sich der Bestand. Nach dem Krieg wurde die Bibliothek in die Albertstadt verlegt und ab 1949 wieder zugänglich. 1966 kam die Bibliothek durch einen Zusammenschluss an die sehr große Sammlung stenografischer Schriften des Stenographischen Instituts. Auch 1983 wurde die Bibliothek noch einmal erweitert, indem ihr die Deutsche Fotothek zugeordnet wurde.

### Geschichte der Universitätsbibliothek
Die Universitätsbibliothek wurde 1828 als Bibliothek der Königlich-Sächsischen Bildungsanstalt angelegt. Zwischen 1851 und 1890 wurde die Bildungsanstalt als Königlich-Sächsische Polytechnische Schule bezeichnet. 1872 wurden dann Hochschule und Bibliothek in die Nähe des heutigen Hauptbahnhofs verlagert. 1890 wurde aus der Sammlung die Bibliothek der Technischen Hochschule und damit eine Hochschulbibliothek nach heutigem Ermessen.

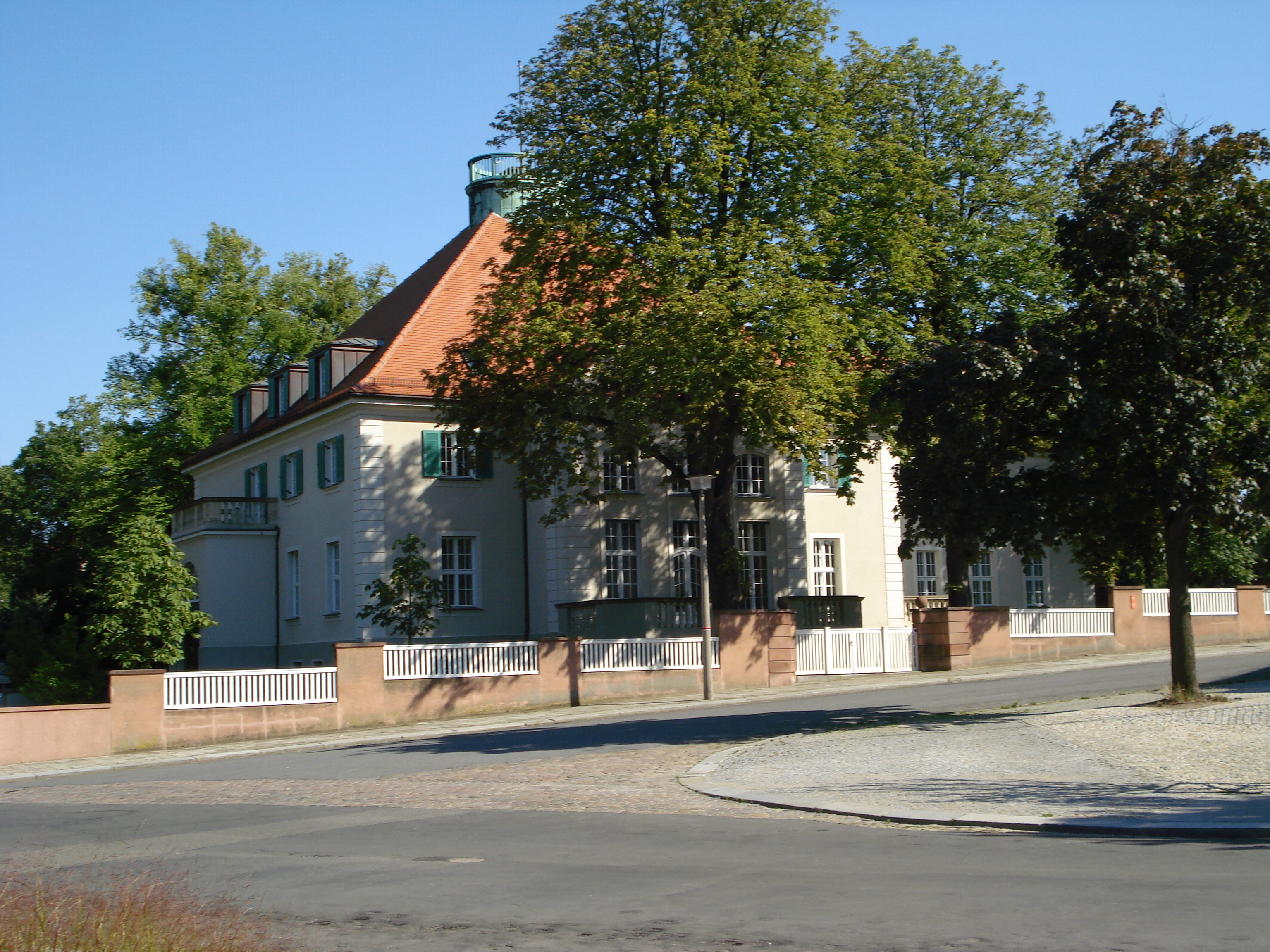
Die Villa des Rektorats enthielt das Hauptgebäude der Universitätsbibliothek bis 1995

Bei den Luftangriffen auf Dresden 1945 wurde auch die Universitätsbibliothek zerstört und der Buchbestand großteils vernichtet. Es erfolgte die Verlegung der Bibliothek (mit 55.000 geretteten Bänden) in eine Villa auf dem gegenwärtigen Campus der Universität, in das ehemalige Verbindungshaus der Sängerschaft „Erato“. (Dort befindet sich jetzt das Rektorat der Technischen Universität Dresden.) Unter der Leitung von Helene Benndorf erfolgte der Neuaufbau des vernichteten Sachkatalogs, aber auch die Errichtung des Hochschul-Zentralkatalogs und die Wiedereröffnung der Patentschriftenstelle. Die Umbenennung in Technische Universität erfolgte 1961, womit sich auch die Bezeichnung als Universitätsbibliothek ergab. Seit 1977 wurden die Ausleihen in den Sektions- bzw. heutigen Zweigbibliotheken zentral gesteuert.

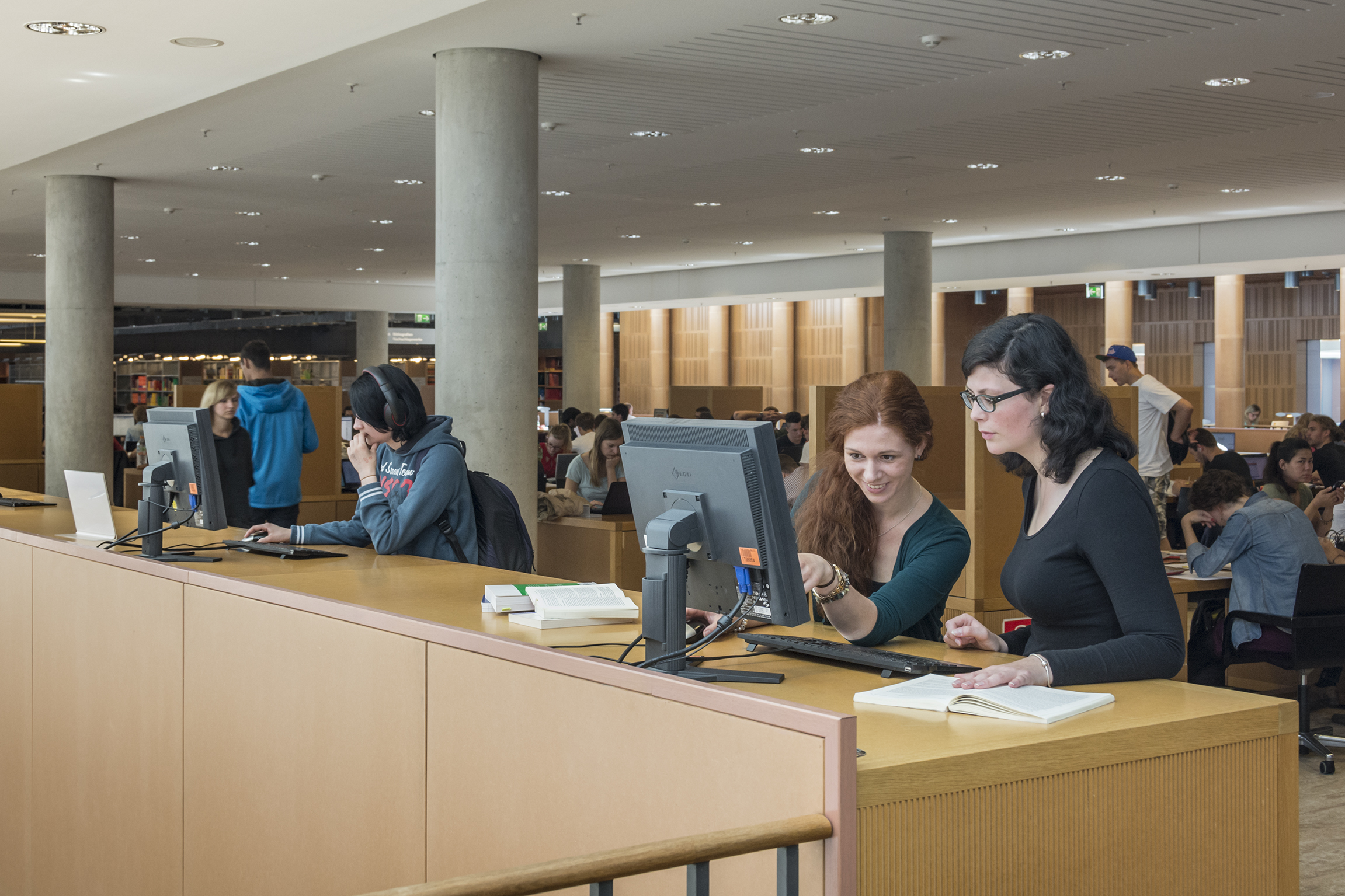
Forum in der Zentralbibliothek

Nach 1990 wurde die TU Dresden zur Volluniversität ausgebaut und so die Bibliothek um die Zweigbibliotheken der Wirtschafts- und Rechtswissenschaften ergänzt. 1992 erfolgte die Zusammenführung von TU und der Hochschule für Verkehrswesen und damit auch die Übernahme deren Bibliothek. Auch 1993 wurde die Universitätsbibliothek noch einmal um eine Zweigbibliothek erweitert, als die Forschungs- und Lehreinrichtungen der aufgelösten Medizinischen Akademie Dresden der TU zugeordnet wurden.
1997 zog die Zweigbibliothek Erziehungswissenschaften in die August-Bebel-Straße um.
Im darauffolgenden Jahr erfolgte die Eröffnung der Bereichsbibliothek Dre.Punct, in der mehrere Fakultäts-Bibliotheken aufgingen.
Mit dem Zusammenschluss mit der Landesbibliothek begann 1999 der Neubau des Zentralgebäudes im Campus der TU Dresden. Am 1. August 2002 erfolgte die Öffnung der SLUB für die Nutzer. Am 14. Januar 2003 erfolgte dessen offizielle Einweihung. Dieser bietet vor allem durch den großen Lesesaal und die Carrels gute Arbeitsbedingungen.

## Gebäude

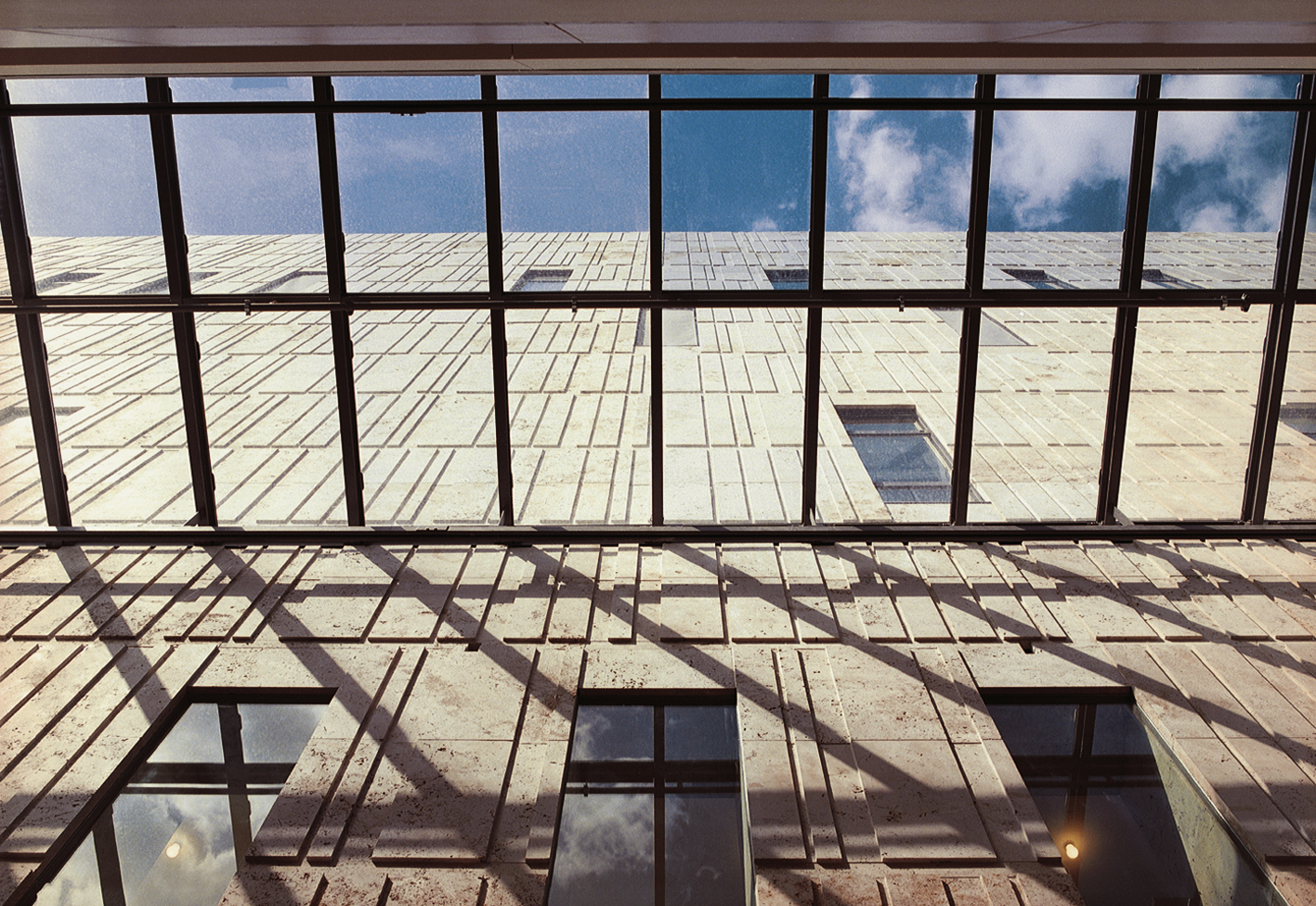
Detailaufnahme der Zentralbibliothek

Das Zentralgebäude der SLUB wurde von 1999 bis 2002 erbaut und vom Architektenbüro O & O Baukunst entworfen. Das Bauwerk bietet auf mehr als 40.000 Quadratmetern 1000 Leseplätze, davon 200 im großen Lesesaal, die Verwaltung und die zahlreichen Sonderbestände. Mit diesem Neubau wurden die zahlreichen Standorte in Dresden (Albertstadt, Martinskirche sowie an den einzelnen Fakultäten) aufgegeben und hier zentral zusammengefasst. Die Baukosten betrugen etwa 90 Millionen Euro.
Von besonderer Bedeutung sind zwei Räumlichkeiten im Nordflügel des Hauptgebäudes: das Zimelienzimmer des Buchmuseums der SLUB und der Klemperer-Saal.

### Klemperer-Saal

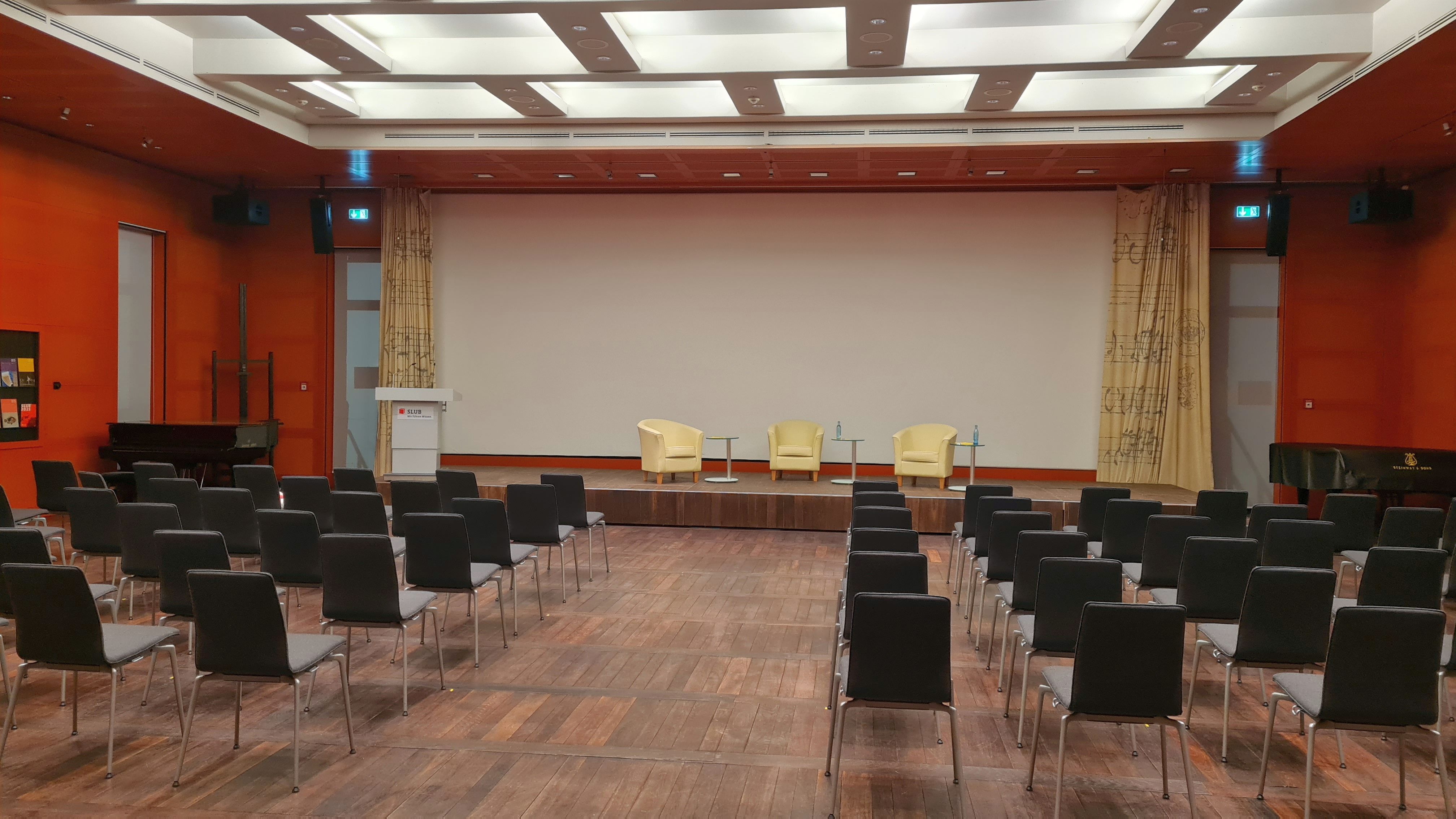
Klemperer-Saal 2022

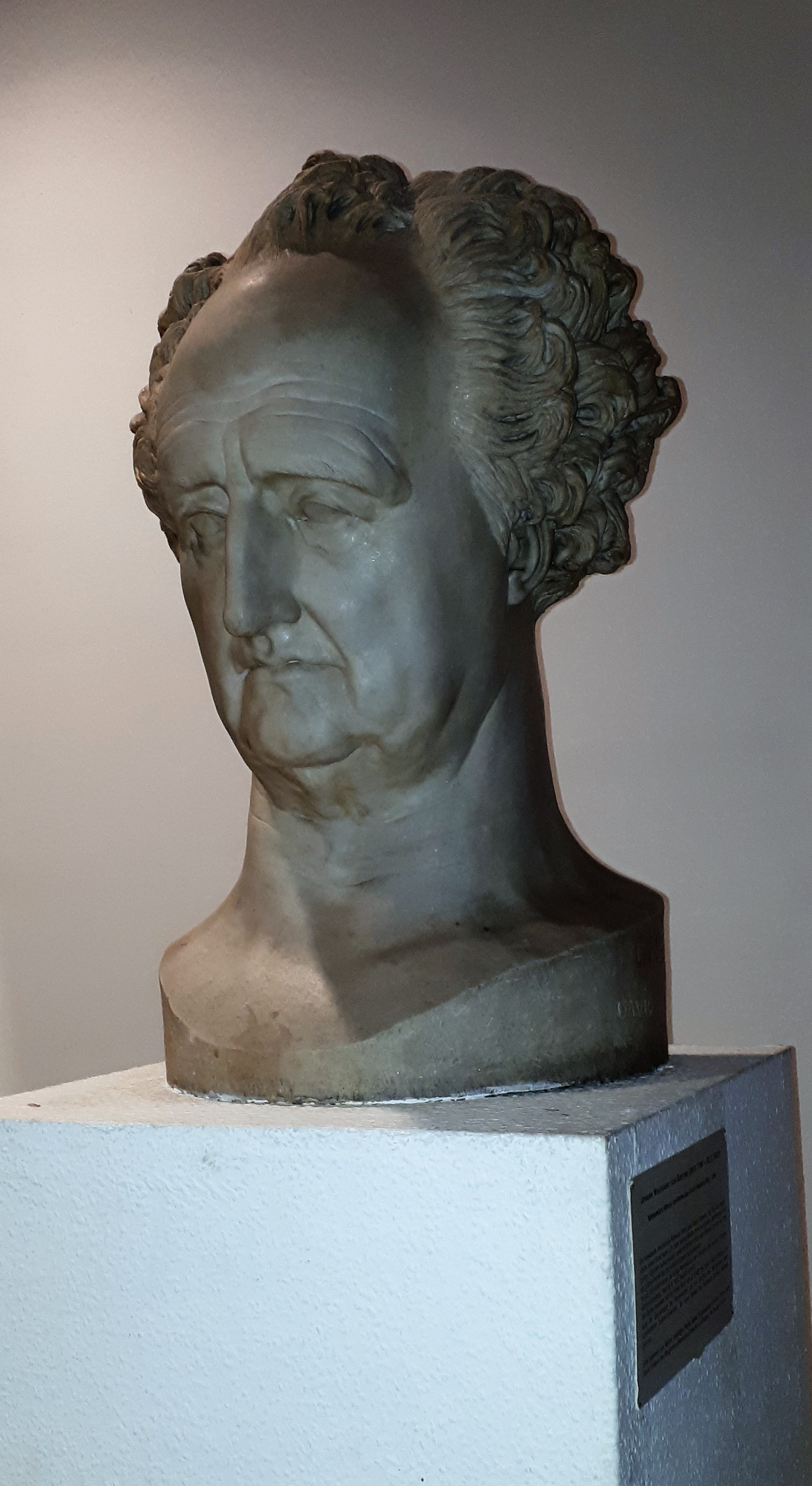
Marmorbüste Goethes von Pierre Jean David d’Angers

Das nördliche Bibliotheksgebäude beinhaltet in der 1. Etage einen Vortragssaal, der 2002 eröffnet wurde. Mittlerweile hat sich dessen Nutzung neben Vorträgen um Konzerte, Filmaufführungen, Empfängen, Lesungen und Tanzveranstaltungen erweitert. Insbesondere werden dort seit 2008 in loser Folge Werke aus dem sogenannten Schranck No: II zu Gehör gebracht.
2018 erfolgte die Namensgebung Klemperer-Saal nach den sowohl für die Bibliothek der TUD als auch für die TUD als solche verdienten Persönlichkeiten: dem Romanisten Victor Klemperer, dem Dresdner Bankier Victor Klemperer von Klemenau und dessen Vater Gustav Klemperer (1852–1926), Direktor der Dresdner Bank und Ehrensenator der TUD.
Vor dem Klemperer-Saal befindet sich die Marmorbüste Goethes, ein Geschenk des französischen Bildhauers und Medailleurs Pierre Jean David d’Angers von 1831 an die damalige Königlich öffentliche Bibliothek zu Dresden, der heutigen SLUB.

## Standorte

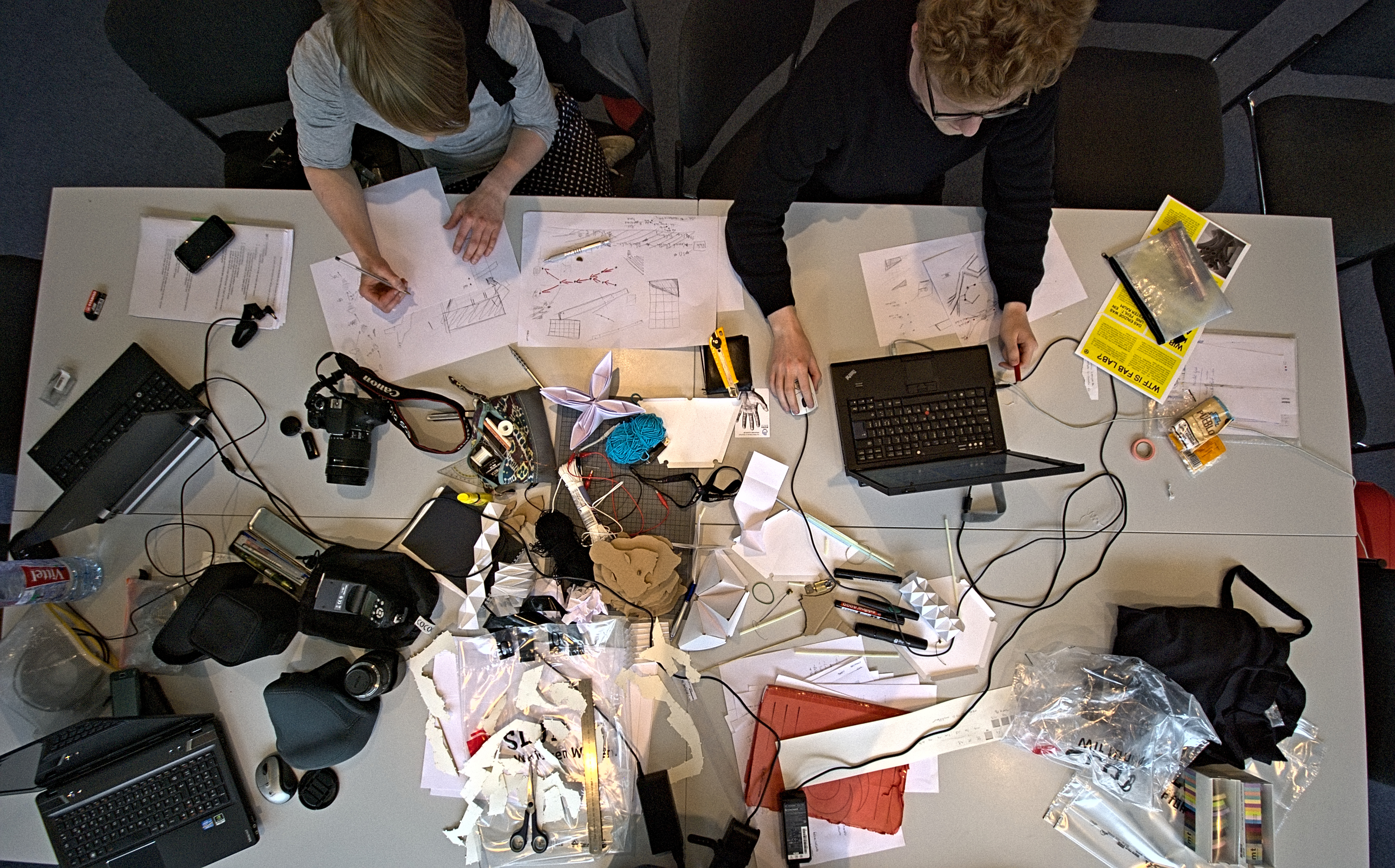
Makerspace

Bürogebäude Zellescher Weg (BZW), Sitz der Bereichsbibliothek DrePunct, Mensa Siedepunkt und Fakultät Architektur der TU Dresden, 2024

Neben der Zentralbibliothek am Zelleschen Weg umfasst die SLUB fünf weitere Standorte. Dem Zentralgebäude gegenüber befindet sich die Bereichsbibliothek DrePunct. Sie integriert die Zweigbibliotheken der Fakultäten der TU Dresden für Bauingenieurwesen, Elektrotechnik, Geowissenschaften, Informatik, Maschinenwesen, Wirtschaftswissenschaften und Verkehrswissenschaften sowie, seit 2014, den Makerspace der SLUB. Die Fakultäten Erziehungswissenschaften (August-Bebel-Straße), Medizin (Fiedlerstraße), Rechtswissenschaften (Bergstraße) sowie Forstwesen (Tharandt) besitzen eigenständige Zweigstellen der SLUB.

## Bestände

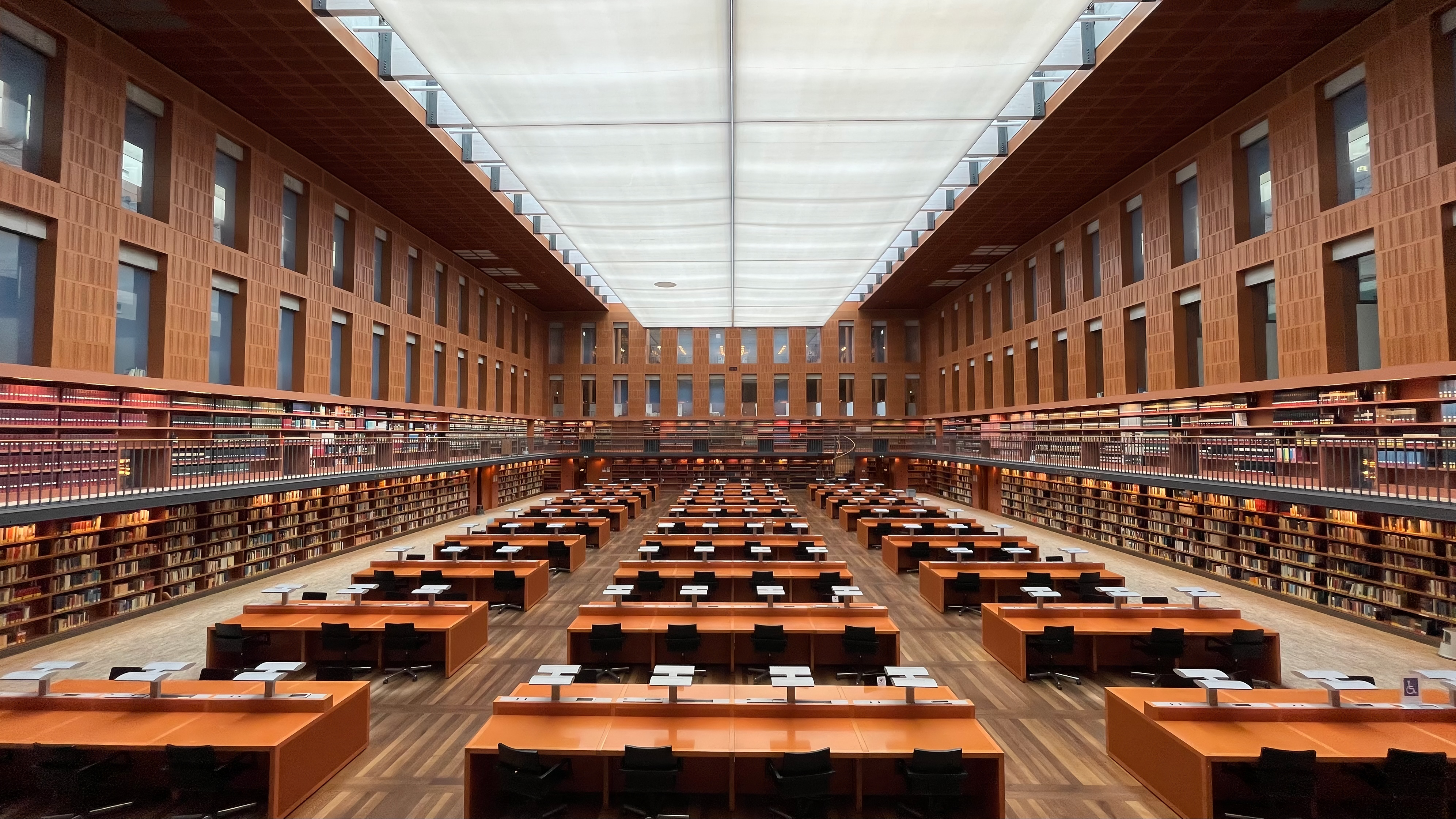
Zentraler Lesesaal der SLUB

Die Bibliothek führt über fünf Millionen Bestandseinheiten (Bände). Sie ist Sondersammelgebietsbibliothek der Deutschen Forschungsgemeinschaft für den Bereich „Zeitgenössische Kunst ab 1945“. Über deren Sammlungsthemen wie Werbefotografie, Dokumentarfotografie und Fotografiekunst reicht die Sammlung bis in die Bestände der Deutschen Fotothek.
Der erste erhaltene Index der Bestände der Landesbibliothek stammt aus dem Jahr 1574 und kann auch im Internet durchsucht werden. Weitere Dienste im Internet sind das Kartenforum mit historischen Karten Sachsens und die Fotothek, die Bilddokumente zum Recherchieren anbietet.

### Deutsche Fotothek
Die Deutsche Fotothek beruht auf der Tradition Dresdens sowohl in der Fototechnik und Kameraherstellung als auch in der Fotokunst. Ursprünglich wurde die Landesbildstelle 1924 in Chemnitz errichtet, aber schon kurz danach 1925 nach Dresden verlagert. Seit 1956 wird der Bestand als Deutsche Fotothek bezeichnet. Seit 1983 gehört sie als eigene Abteilung zur Sächsischen Landesbibliothek. Mit mehreren Millionen Fotodokumenten hat die Fotothek einen sehr großen Anteil an allen Bestandseinheiten. Die ältesten Bilder um 1850 gehen auf den Fotografen Hermann Krone zurück.

### Handschriften und Alte Drucke

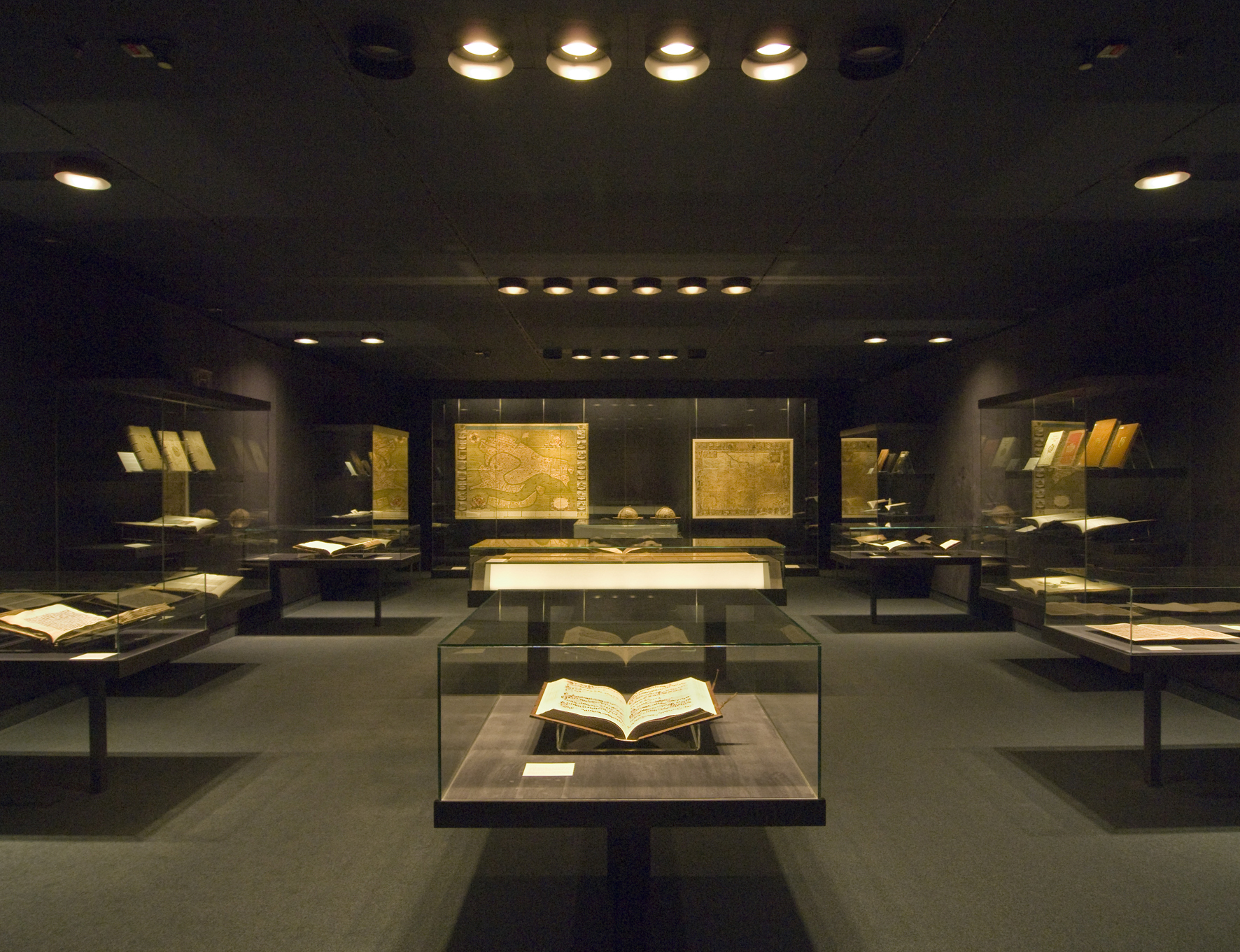
Schatzkammer

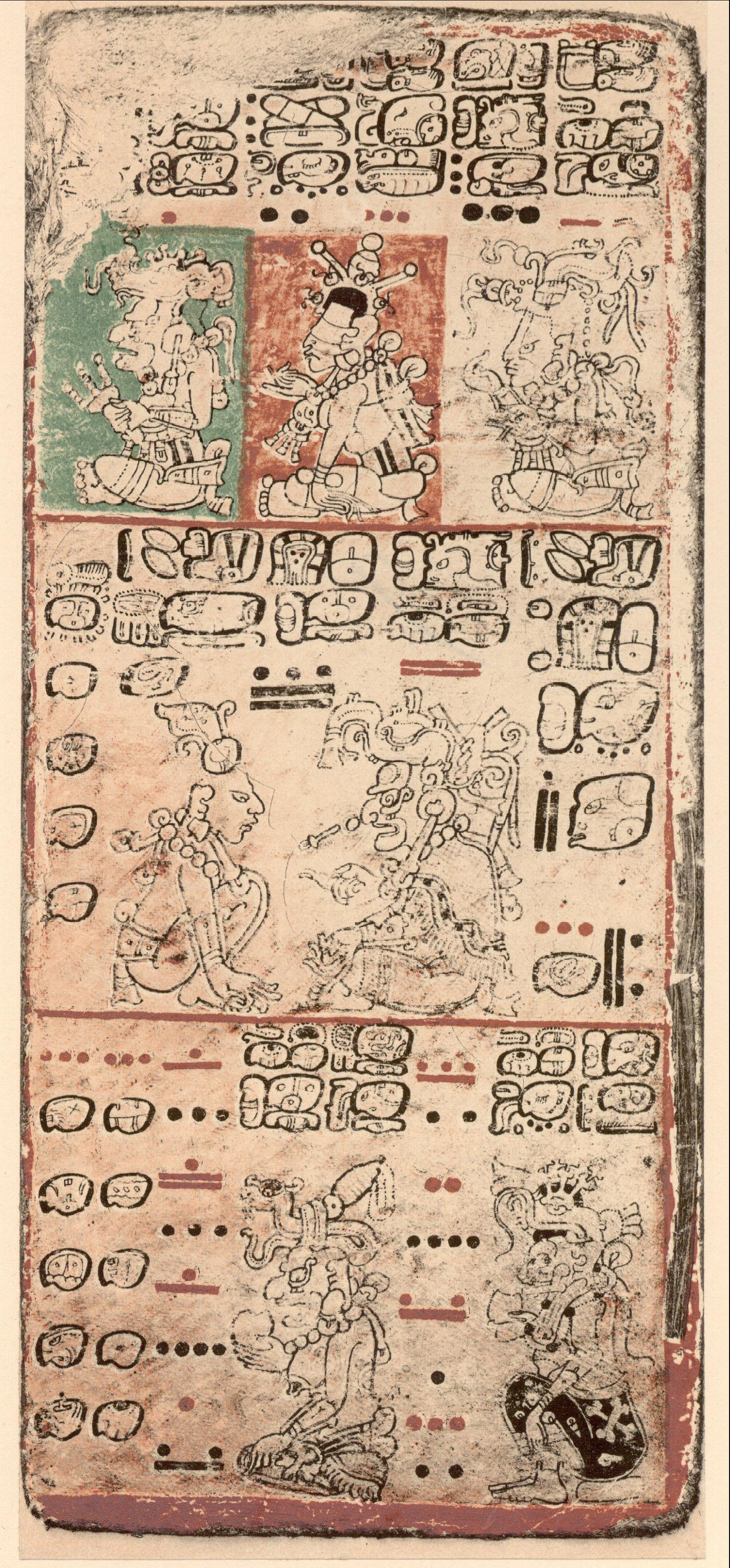
Ein Blatt des Codex Dresdensis

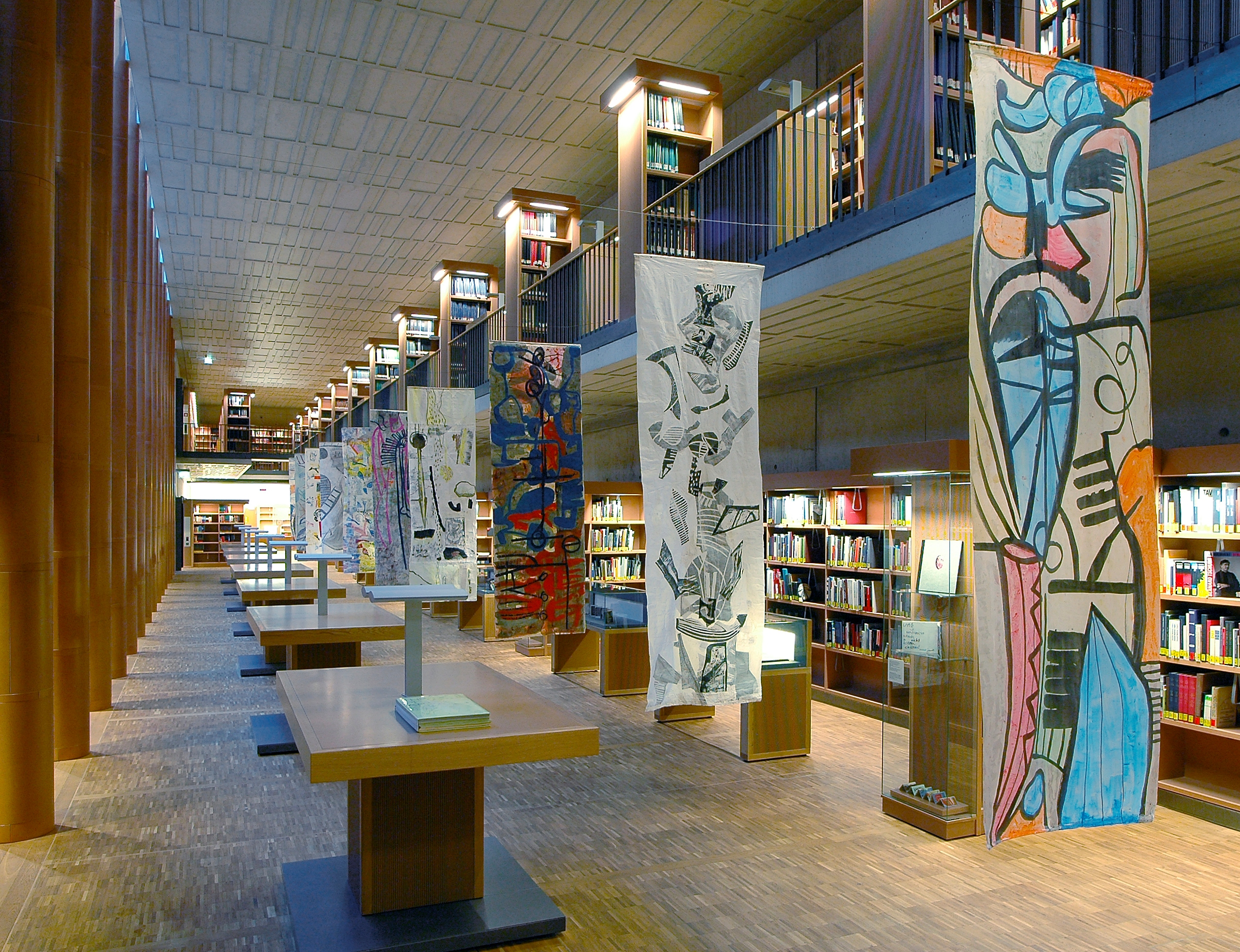
Ausstellung Lesezeichen von Veit Hofmann in der SLUB-Galerie

In der Handschriftensammlung befinden sich Manuskripte vom Mittelalter bis zur Gegenwart in rund 15.000 Bestandseinheiten. Einen Schwerpunkt bilden Handschriften des 16. bis 19. Jahrhunderts mit hauptsächlich landeskundlichem Charakter. Darüber hinaus beinhaltet die Sammlung etwa 500 schriftliche Nachlässe, hauptsächlich von Künstlern, Wissenschaftlern, Literaten und Musikern aus dem 16. bis 20. Jahrhundert mit Bezug zu Sachsen und Dresden, welche über 370.000 Autographe enthält oder eine über 400 Stücke umfassende Stammbuchsammlung, rund 700 mittelalterliche abendländische Handschriften sowie etwa 1.000 orientalische Handschriften.
Zur Sammlung der Alten Drucke gehören eine 841 Exemplare umfassende Inkunabelsammlung, eine Sammlung von Einbänden des Buchbinders Jakob Krause oder die Bibliothek des Kurfürsten August und deren Nachfolger.
Besonders hervorzuheben ist eine in der postklassischen Zeit der Maya-Kultur (ca. 1300-1521) auf der Halbinsel Yucatán entstandene Maya-Handschrift, der Codex Dresdensis, der 1739 erworben wurde. Es existieren sonst nur noch drei Kodizes in Paris, Madrid und Mexiko. Der Codex Dresdensis ist dauerhaft in der Schatzkammer der Bibliothek ausgestellt. Der aufwendig restaurierte Dresdner Sachsenspiegel, eine reich illustrierte mittelalterliche Handschrift des Sachsenspiegels Eike von Repgows, die zwischen 1295 und 1363 im Raum Meißen entstanden ist, wird aus konservatorischen Gründen in größeren Zeitabschnitten in der Schatzkammer ausgestellt.
Darüber hinaus befinden sich weitere Spitzenstücke in der Sammlung. Die Dresdner Corvinen wurden von der UNESCO als Teil der Bibliotheca Corviniana im Jahr 2005 in die Liste des Weltdokumentenerbes aufgenommen. Luthers Psalmenkommentar, ein eigenhändiges Manuskript zu Luthers erster Vorlesung über die Psalmen an der Universität Wittenberg gehört mit weiteren zwölf für die Frühzeit der Reformation bedeutsamen Quellen seit Oktober 2015 ebenfalls zum UNESCO-Weltdokumentenerbe.

### Saxonica
Saxonica werden an der Kurfürstlichen Bibliothek seit dem ausgehenden 18. Jahrhundert, während der Amtszeit von Johann Christoph Adelung, systematisch gesammelt. War die Sammlung zunächst auf Literatur zur sächsischen Geschichte konzentriert, begann sich der Saxonica-Begriff bereits im 19. Jahrhundert auf andere Wissenschaftsgebiete mit regionalem Bezug wie die Natur- und die Volkskunde, die Geographie, die Altertumskunde oder die Sprachforschung auszudehnen. Heute umfasst der Begriff „Saxonica“ deutsch- und fremdsprachige Publikationen, die sich inhaltlich auf Sachsen und seine Teilgebiete (Natur- und Kulturräume, Verwaltungseinheiten, historische Regionen etc.), seine Orte sowie die mit dem Land verbundenen verstorbenen und lebenden Persönlichkeiten beziehen.
Seit Anfang des 20. Jahrhunderts werden Saxonica in der Sächsischen Bibliographie nachgewiesen. Begründer dieser Regionalbibliographie war Rudolf Bemmann, ihm folgte Jakob Jatzwauk. Mit Ausnahme von Handschriften und Fotografien werden alle seit 1992 erschienenen Saxonica in der Sächsischen Bibliographie Online nachgewiesen. Die Konversion der vorherigen Druckausgaben bis Berichtsjahr 1991 ist abgeschlossen, auch diese Nachweise sind online recherchierbar.
Die Sammlung und Archivierung von Literatur, Bild- und Tonträgern über Sachsen sowie die Erarbeitung der Sächsischen Bibliographie sind Aufgaben der Sächsischen Landesbibliothek – Staats- und Universitätsbibliothek Dresden (§ 2 SLUBG). Seit 2019 stellt die SLUB das Regionalportal Saxorum zur Verfügung, um digitalisierte Angebote zu Themen der sächsischen Landeskunde und -geschichte zu vernetzen und recherchierbar zu machen.

### Kartensammlung

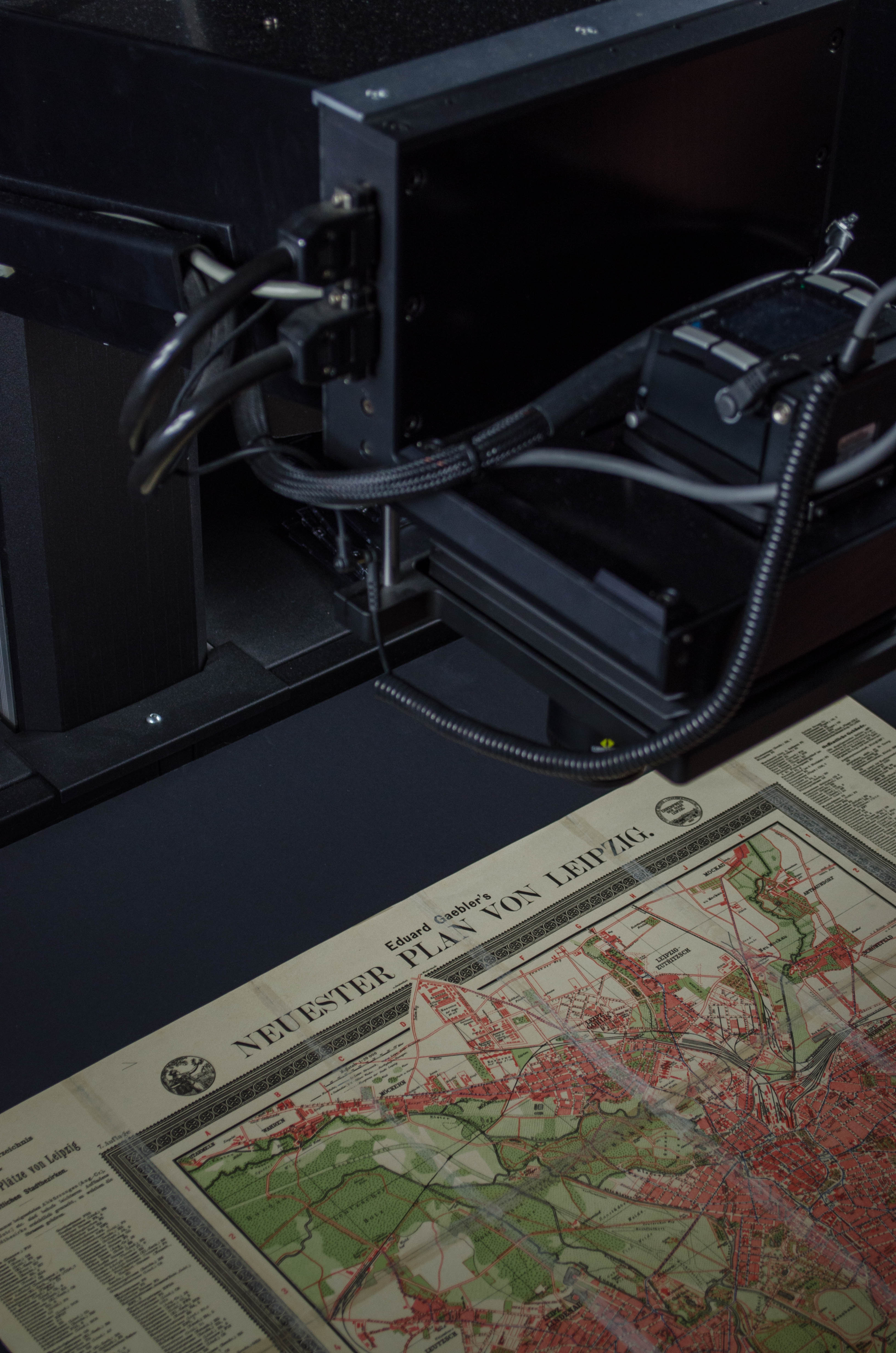
Digitalisierung historischer Karten für das Kartenforum

Die Kartensammlung umfasst Kartenblätter mit dem Schwerpunkt der sächsischen Kartografie aber auch darüber hinausgehende historische Karten Europas und Deutschlands. Die Kartensammlung umfasst ungefähr 138.000 Einzelblätter, von denen 19.650 bis einschließlich 1800 und 41.600 zwischen 1801 und 1945 entstanden, sowie weiteren Blätter, die nach 1945 gezeichnet wurden. Die Sammlung dient als wissenschaftliche Quelle der Landesgeschichte im Allgemeinen aber auch zur Geschichte einzelner Orte, Burgen und Schlösser sowie zur historischen Raum-, Landschafts- und Verkehrsentwicklung. Etwa 11.000 Blätter der Sammlung werden noch in Russland vermutet.
Das Kartenforum der SLUB ist ein von der Deutschen Fotothek betreutes und von der DFG gefördertes Informationsportal von Bibliotheken, Museen und Archiven. Gegenwärtig werden rund 35.000 der wichtigsten, hochauflösend digitalisierten kartographischen Quellen – insbesondere zur Geschichte und Landeskunde Sachsens – aus den Sammlungen der beteiligten Partner angeboten.
Im Virtuellen Kartenforum der SLUB können aktuell über 9.000 digitalisierte und georeferenzierte Karten in einer 3D-Ansicht dargestellt werden. Die historischen und aktuellen Karten können in mehreren Ebenen virtuell übereinander gelegt werden, um zeitliche und räumliche Zustände und Veränderungen eines bestimmten Gebietes zu analysieren.

### Musikabteilung

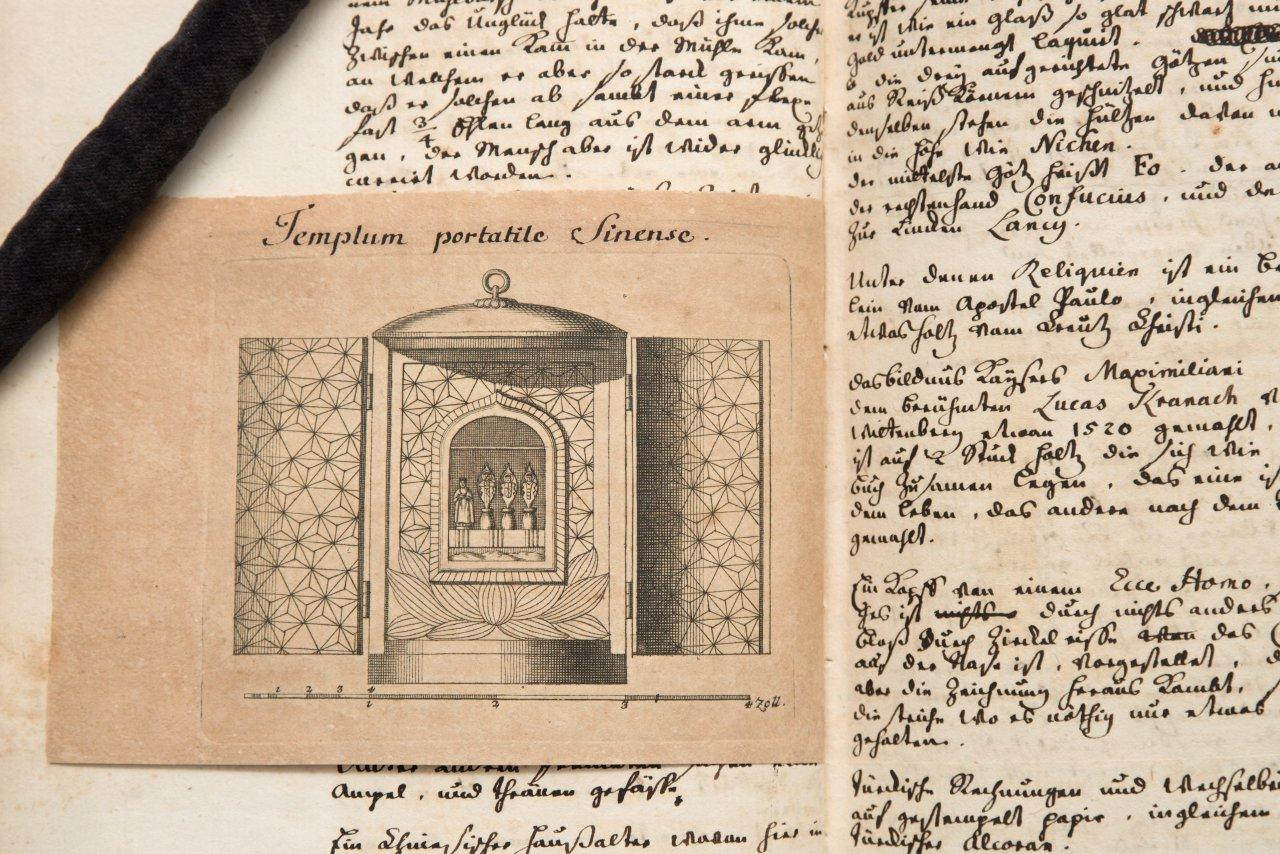
Reisetagebuch von J. A. Silbermann

Die Musikabteilung enthält mehrere Hunderttausend Bände. Die Abteilung wird in die beiden Sammlungen Neue Drucke und Handschriften und Alte Drucke aufgeteilt, wobei Alte Drucke die Bestände umfassen, die vor 1850 entstanden. Die Abteilung ist eng verflochten mit der Mediathek, die Musikeinspielungen enthält, der Fotothek, die musikikonografische Materialien bereithält, und der Handschriftensammlung, die auch Briefe von Musikern umfasst.
Die Abteilung wurde 1816 durch Friedrich Adolf Ebert gegründet, indem die bis dahin geteilten Bestände Musica theoretica und Musica practica zusammengeführt wurden. Bis 1934 wurde die Abteilung ergänzt, so zum Beispiel um die private Sammlung des Königs Albert oder Bestände der Staatsoper. 1983 wurde die Landesbibliothek Zentralbibliothek der DDR für Kunst und Musik. 2016 begeht die SLUB das 200-jährige Bestehen der Musikabteilung.
Im Januar 2017 startete die 2. Phase des Fachinformationsdienst Musikwissenschaft (FID Musikwissenschaft). In dem von der Deutschen Forschungsgemeinschaft geförderten Projekt stellen die Bayerische Staatsbibliothek und die SLUB Informationsserviceangebote für die musikwissenschaftliche Spitzenforschung deutschlandweit bereit.

### Zeitgenössische Kunst ab 1945, Fotografie, Industriedesign und Gebrauchsgrafik
Einen Sammelschwerpunkt zur Kunst nach 1945 hatte die Bibliothek bereits in der Bibliothekenlandschaft der DDR inne. 1993 begann die Förderung des Sammelgebietes durch die DFG. Ohne zeitliche Eingrenzung gehören Themen der Fotografie, des Industriedesigns und der Gebrauchsgrafik zur Sammlung. Die Sammlungen schließen in etwa an das Sondersammelgebiet Mittlere und Neuere Kunstgeschichte bis 1945 und Allgemeine Kunstwissenschaft der Universitätsbibliothek Heidelberg an.
Der Bestand des Sondersammelgebiets umfasst etwa 200.000 Bände und 330 Zeitschriften. Gesammelte Literatur befasst sich neben der Kunstgeschichte Europas und Nordamerikas und der Kunsttheorie mit konkreter Malerei, Grafik, Plastik und Kunsthandwerk sowie mit neuen Kunstformen wie Land Art, Digitale Kunst, Videokunst, Aktionskunst und weitere.
Mit der Förderung der DFG baute die SLUB vom Januar 2001 bis in den August 2004 die virtuelle Fachbibliothek zur Gegenwartskunst ViFaArt auf. Seit 2012 sind die bis dahin getrennt präsentierten Angebote der virtuellen Fachbibliothek für Gegenwartskunst und „arthistoricum.net – Virtuelle Fachbibliothek Kunstgeschichte“ in einer gemeinsamen Virtuellen Fachbibliothek Kunst unter dem Namen arthistoricum.net vereint. Inzwischen umfasst der Fachinformationsdienst Kunst, Fotografie und Design.

### Digitale Sammlungen
Die SLUB Dresden betreibt seit 2007 das Dresdner Digitalisierungszentrum und hat dieses kontinuierlich bis zu einer Kapazität von 3 Millionen Seiten pro Jahr ausgebaut. Seitdem wurden mehr als 100.000 Bände digitalisiert und können in den digitalen Sammlungen genutzt werden. Für die Deutsche Digitale Bibliothek, die seit November 2012 online ist, ist die SLUB einer der größten Datenlieferanten. Ermöglicht wird das auch durch Drittmittelförderung, insbesondere durch die Deutsche Forschungsgemeinschaft. So beteiligt sich die SLUB beispielsweise an der Digitalisierung von Verzeichnissen der im deutschen Sprachraum erschienenen Drucke des 17. bzw. 18. Jahrhunderts, an elektronischen Editionen wie der Sammlung August Wilhelm Schlegels oder Illustrierten Magazinen der klassischen Moderne. Anfang Oktober 2023 befinden sich in den digitalen Kollektionen der SLUB ca. 122.000 Titel, über 720.000 Bände und rund 1,8 Millionen grafische Medien (Fotos, Karten, Zeichnungen). Die für den Digitalisierungs-Workflow eingesetzte Open-Source-Software Goobi wurde maßgeblich weiterentwickelt, um verschiedene Medientypen bearbeiten und darstellen zu können.

### Deutsches Archiv der Kulinarik
Das Deutsche Archiv der Kulinarik wurde von der SLUB und der TU Dresden am 10. Oktober 2022 gegründet. Es umfasst Bibliotheken, Vor- und Nachlässe namhafter Köche, Kochbuch- und Menükartensammler. Mit über 30.000 Bänden zur Kochkunst und Gastrosophie von der Renaissance bis in die Gegenwart sowie handschriftlichen Rezeptsammlungen, Fotografien, audiovisuellen Medien und rund 45.000 Menü- und Speisekarten stellt es eine der größten Sammlungen kulinarischer Bestände in Europa dar. Hervorzuheben sind die Bibliotheca Gastronomica des Kochbuchsammlers Walter Putz, die Nachlässe des Kochs und Sammlers Ernst Birsner, des Gastronomiekritikers Wolfram Siebeck, Archivgut der Sterne-Köche Lothar Eiermann, Herbert Schönberner und Otto Koch sowie die Bibliothek des Drei-Sterne-Kochs Eckart Witzigmann. Teile des Archivs werden im FoodStudio der SLUB präsentiert.
2024 wurde das Archiv des DDR-Fernsehkochs Kurt Drummer an das Archiv übergeben. Dazu gehören unter anderem rund 30 Auszeichnungen und Medaillen internationaler Kochwettbewerbe, persönliche Dokumente wie sein Meisterbrief von 1955, ein Fotoalbum mit zahlreichen Bildern, die seine lange Karriere dokumentieren und mehrere von Drummer mitverfasste Kochbücher wie „Das Fernsehkochbuch“ oder „Die besten Rezepte aus der Fernsehküche“, teilweise als Erstausgaben.

## Varia
Vom 11. April bis 13. Juli 1996 wurden unter dem Ausstellungstitel "Dresden. Treasures from the Saxon State Library" wertvolle Bestände der SLUB an der Library of Congress in Washington ausgestellt. Eine zweite Ausstellung Dresdner Bestände (Titel: Dresden Treasures. The Special Collections of the Saxon State and University Library.) in den USA folgte vom 11. April bis 7. Juni 2003 an der Miami-Dade Public Library Systems, Florida.
In den Jahren von 1987 bis 2007 erschien vierteljährlich der „SLUB-Kurier. Aus der Arbeit der Sächsischen Landesbibliothek – Staats- und Universitätsbibliothek Dresden“. Die Ausgaben von 1997 bis 2007 sind online verfügbar. Der SLUB-Kurier wurde 2008 durch das „BIS – Magazin für Bibliotheken in Sachsen“ abgelöst. Das BIS erschien bis 2017 und wurde herausgegeben von der SLUB und in Kooperation mit der Sächsischen Landesfachstelle für Bibliotheken und weiteren Partnern. Auch die Ausgaben des BIS können auf Qucosa abgerufen werden.

## Direktoren und Bibliothekare der Sächsischen Landesbibliothek und ihrer Vorgängereinrichtungen
- 1575: Paul Vogel
- 1586–1588: Daniel Vischer
- 1588–1591: Sebastian Leonhart
- 1591: Georg Pellmann
- um 1599: Johann Wittich
- 1611–um 1638 Johann Nienborg
- 1640–1656: Christian Brehme
- 1656–um 1682: David Schirmer
- 1682–1690: Johann Friedrich Trier
- um 1690–1726: Gottfried Ebersbach
- 1708–1746: Siegmund Gottlieb Seebisch
- 1734–1749: Johann Christian Götze (Oberbibliothekar)
- 1749–1750, 1763: Johann Heinrich Kauderbach (Oberbibliothekar)
- 1743–1767: Heinrich Jonathan Clodius (1. Oberbibliothekar)
- 1765–1783: Christian Gottlob Crusius (Oberbibliothekar)
- 1783–1786: Karl Christian Canzler (1. Oberbibliothekar)
- 1787–1806: Johann Christoph Adelung (1. Oberbibliothekar)
- 1807–1812: Karl Wilhelm Daßdorf (1. Oberbibliothekar)
- 1813–1826: Georg Wilhelm Siegmund Beigel (Oberbibliothekar wie die folgenden)
- 1826–1834: Friedrich Adolf Ebert
- 1834–1852: Karl Falkenstein
- 1852–1864: Gustav Klemm
- 1865–1887: Ernst Wilhelm Förstemann
- 1887–1907: Franz Schnorr von Carolsfeld (Direktor wie die folgenden)

- 1907–1920: Hubert Ermisch
- 1920–1937: Martin Bollert
- 1937–1945: Hermann Neubert
- 1945–1948: Karl Assmann
- 1948: Erwin Hartsch
- 1949–1952: Alfred Fellisch
- 1952–1957: Karl Assmann

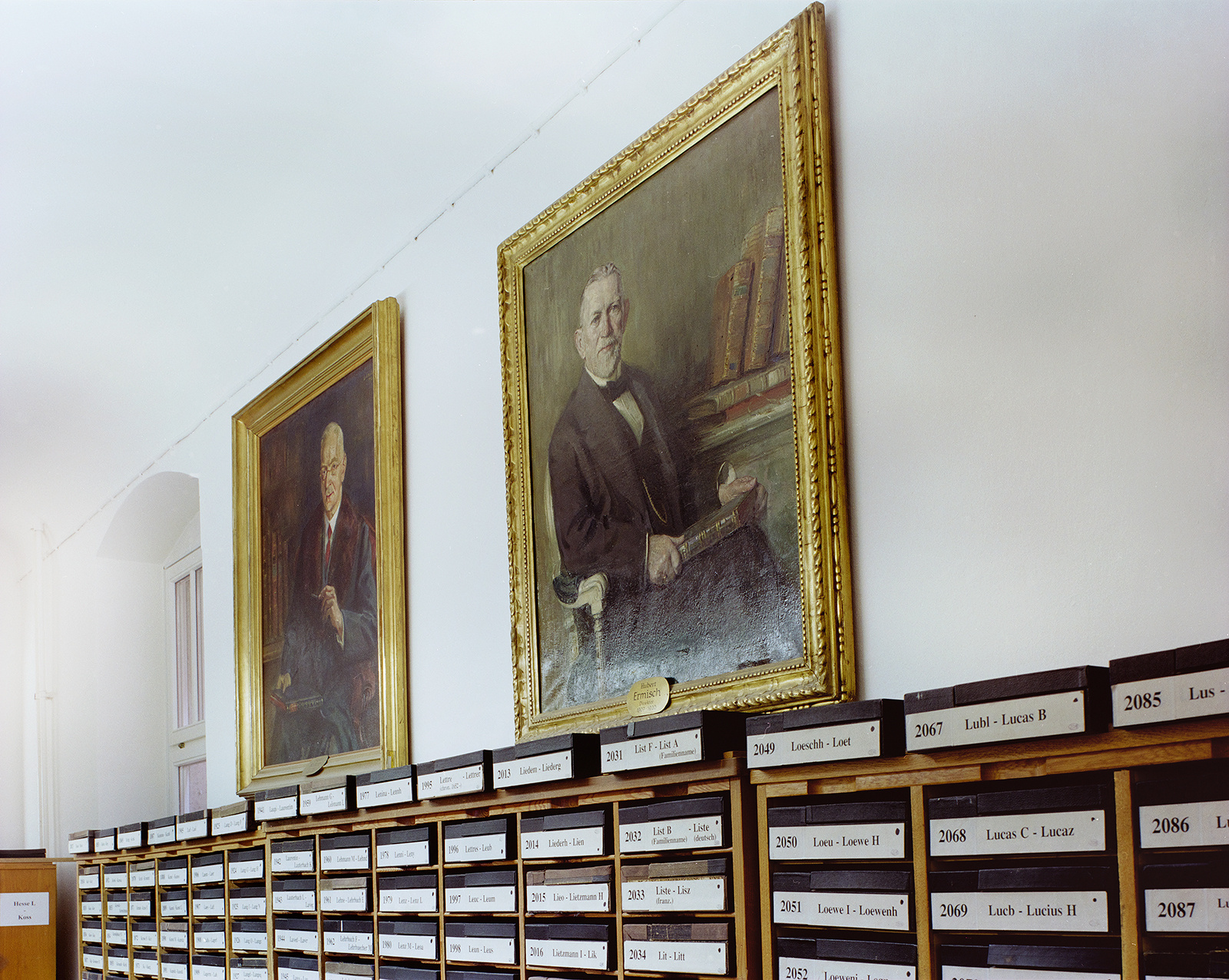
Porträts von Martin Bollert (links) und Hubert Ermisch (rechts) am Landesbibliothek-Standort Marienallee 12

- 1957–1959: Helmut Deckert (kommissarischer Direktor)
- 1959–1990: Burghard Burgemeister (Direktor)
- 1990–1996: Wolfgang Frühauf

Quelle

## Leiter und Leiterinnen der Universitätsbibliothek der Technischen Universität Dresden und ihre Vorgängereinrichtungen
- 1833–1840: Eduard Beger
- 1840–1842: Bruno Traugott Franke
- 1842–1847: Hanns Bruno Geinitz
- 1847–1880: Karl Kuschel
- 1880–1906: Arwed Fuhrmann
- 1906–1908: Fritz Schultze
- 1908–1929: Felician Geß
- 1929–1934: Hermann Neubert
- 1934–1936: Hans Trebst
- 1936–1944: Ernst Koch
- 1944–1945: Hans Hofmann
- 1945–1948: Christian Janentzky
- 1948–1958: Helene Benndorf
- 1958–1961: Alice Garten
- 1961–1975: Werner Dux
- 1975–1976: Ingrid Werner
- 1976–1985: Helmut Felke
- 1986–1991: Arndt Pflug
- 1991–1993: Hans-Dieter Wüstling
- 1993: Klaus Kempf
- 1993–1996: Horst Morgenroth

Quelle

## Generaldirektoren und -direktorinnen der Sächsischen Landesbibliothek – Staats- und Universitätsbibliothek Dresden (SLUB)
- 1996: Günter Gattermann (kommissarisch)
- 1997–2003: Jürgen Hering
- 2003–2018: Thomas Bürger
- 2018–2020: Achim Bonte
- 2020–2022: Julia Meyer (kommissarisch)
- seit: 2022: Katrin Stump

Quelle

## Standorte der Sächsischen Landesbibliothek und ihrer Vorgängereinrichtungen
(Kurfürstliche Bibliothek; Königliche Öffentliche Bibliothek; Königliche Sächsische Landesbibliothek; Sächsische Landesbibliothek; ohne Außen- und Zweigstellen)
- 1556–1575: Residenzschloss Dresden
- 1575–1586: Annaburg bei Torgau, Schoss
- 1586–1728: Residenzschloss Dresden
- 1728–1786: Dresdner Zwinger
- 1786–1945: Japanisches Palais, Dresden
- 1945–1946: ehemaliges Freimaurerinstitut, Eisenacher Straße, heute Evangelisches Kreuzgymnasium, Dresden
- 1946–2002: ehemalige Grenadierkaserne, Marienallee 12, Dresden

Quelle

## Standorte der Universitätsbibliothek und ihrer Vorgängereinrichtungen
(Bibliothek der Technischen Bildungs-Anstalt; Bibliothek der Polytechnischen Schule; Bibliothek der Technischen Hochschule; Universitätsbibliothek der Technischen Universität Dresden; ohne Außen- und Zweigstellen)
- 1828–1832: Finanzhaus, Dresden
- 1832–1840: ehemaliges Rüstkammergebäude auf dem Jüdenhof
- 1840–1846: Landhaus, Dresden
- 1846–1875: Technische Bildungsanstalt (ab 1851: Polytechnische Schule; ab 1871: Polytechnikum), Antonsplatz, Dresden
- 1875–1945: Polytechnikum (ab 1890: Technische Hochschule) am Bismarckplatz (später: Bayrischer Platz), heute: Friedrich-List-Platz, Dresden
- 1945–2002: ehemaliges Verbindungshaus, Mommsenstraße 11, Dresden

Quelle

## Standorte der SLUB
(ohne Außen- und Zweigstellen)
- 1996–2002: Zellescher Weg 17 („Dre.Punct“), Dresden
- seit 2002: Zellescher Weg 18, Dresden

## Auszeichnungen
Für ihre umfangreichen Arbeiten im Bereich der Digitalisierung wurde die Bibliothek am 22. Februar 2009 im Rahmen der Initiative Deutschland, Land der Ideen ausgezeichnet.

### Ältere Bibliothekskataloge und Verzeichnisse
- Registratur der bucher in des Churfursten zu Saxen liberey zur Annaburg 1574 (Digitalisat)
- Johann Christian Götze: Bücher, so von mir auf die K. Bibliothec gelieffert worden im Jan. 1740 (Digitalisat)
- Friedrich Adolf Ebert: Notitia codicum praestantiorum bibliothecae regiae Dresdensis, Dresden 1850 (Digitalisat)